# Slottet, Raseborg
Slottet är en ö i Finland. Den ligger i Skärgårdshavet och i kommunen Raseborg i den ekonomiska regionen  Raseborg i landskapet Nyland, i den sydvästra delen av landet. Ön ligger omkring 110 kilometer väster om Helsingfors.
Öns area är 3,3 hektar och dess största längd är 310 meter i nord-sydlig riktning. Ön höjer sig omkring 20 meter över havsytan. I omgivningarna runt Slottet växer i huvudsak barrskog.